# Nilita Vientós Gastón
Nilita Vientós Gaston (5 de junio de 1903 - 10 de julio de 1989) fue una escritora, educadora, periodista, y profesora puertorriqueña, además de ser la primera mujer abogada que trabajó para el Departamento de Justicia de Puerto Rico.

## Biografía
Vientós Gastón era originaria de San Sebastián, ciudad situada en la región occidental de Puerto Rico. Con su familia se mudó a La Habana, Cuba, cuando era sólo una niña, recibiendo allí su educación primaria. Luego de vivir en Cuba durante varios años, se trasladó a la ciudad de Nueva York, donde recibió su educación media. En 1923, Gastón volvió a Puerto Rico.

## Educación académica
Ingresó a la Universidad de Puerto Rico donde estudió Derecho, y obtuvo su licenciatura. En 1945, mientras era estudiante, fundó y dirigió la revista Asomante. Se le concedió una beca de la Fundación Rockefeller, estudiando literatura en el Kenyon College, de Canton, Ohio.

## Carrera profesional
Cuando Vientós Gastón volvió a la isla fue contratada por su alma mater para enseñar literatura y por el Departamento de Justicia de Puerto Rico para ejercer como fiscal auxiliar general, convirtiéndose así en la primera mujer en recibir tal distinción. Vientós Gastón, además, defendió el uso del idioma castellano en las cortes de Puerto Rico y logró exitosamente que se implantara tal medida.
Fue miembro fundadora de la Academia de la Lengua Española de Puerto Rico. En 1946, Vientós Gastón se convirtió en la primera mujer presidenta del Ateneo Puertorriqueño, cargo que ocupó hasta 1961. En 1966, fue nombrada presidenta del Pen Club de Puerto Rico.

## Como escritora
Vientós Gastón tuvo una columna en el periódico El Mundo donde se convertiría en una reconocida crítica literaria. En 1956, publicó Introducción a Henry James, y en 1957 Impresiones de un Viaje. Durante muchos años fue editora de la prestigiosa revista literaria Asomante. En 1970, fundó la revista Sin Nombre. También fue la autora de Apuntes Sobre Teatro.

## Últimos años
En 1996, la Asociación de Graduados de la Universidad de Puerto Rico, dedicada al 50.º aniversario de la cuestión Asomante a Vientós Gastón y a memoria de Margot Arce de Vázquez.
Vientós Gastón falleció el 10 de julio de 1989 en Santurce, Puerto Rico.

## Legado
La Fundación Nilita Vientós Gastón fue fundada en 1995 y la casa de Vientós Gastón fue convertido en un museo-biblioteca. La Fundación junto con el Instituto de Cultura Puertorriqueña gestiona sus publicaciones y documentos.

"Desde mis tiempos de estudiante, mi vida se ha regido por tres principios que considero de tal calidad que los califico de virtudes: la inconformidad con todo lo que debe mejorarse, la disidencia con todo lo que ofenda la dignidad humana y deba cambiarse y un entusiasmo sin límites, para luchar por los inconformes y los disidentes."
                                         -Nilita Vientós Gastón

## Otras publicaciones

### En castellano
- Nilita: la provocación de la palabra. Colaboró Luis Nieves-Falcón. Edición ilustrada de Fundación Nilita Vientós Gastón, 228 pp. 2004 ISBN 1-881748-26-X, ISBN 978-1-881748-26-7

- La Ínsula Sin nombre. Colección Tratados de crítica literaria. Con José Luis Cano, Enrique Canito. Editorial Orígenes, 136 pp. 1990 ISBN 84-7825-057-3, ISBN 978-84-7825-057-8

- Apuntes Sobre Teatro, 1956-1961. Ed. Instituto de Cultura Puertorriquena; 1989. ISBN 0-86581-442-2; ISBN 978-0-86581-442-4

- El mundo de la infancia. Editorial Cultural, 89 pp. 1984

- Índice cultural. Vols. 3-4. Ediciones de la Univ. de Puerto Rico, 1971

- La situación de Puerto Rico. Con María Teresa Babín. 12 pp. 1965

- Impresiones de un viaje. Biblioteca de autores puertorriqueños. Editor Biblioteca de Autores Puertorriqueños, 48 pp. 1957

### En inglés
- Women, Creole Identity, and Intellectual Life in Early Twentieth-Century Puerto Rico. Con Magali Roy-Féquière, Juan Flores, Emilio Pantojas-García. Ed. Temple University Press, 2004; ISBN 1-59213-231-6, ISBN 978-1-59213-231-7

## Honores
- Certamen de Redacción Jurídica Nilita Vientós Gastón[6]

- El Colegio de Abogados de Puerto Rico presenta anualmente la Medalla Nilita Vientós Gastón a la persona cuyos principios ejemplifique los de Vientós Gastón[6]

- Y también dicho Colegio de Abogados la honró memoria nombrando con su epónimo un Salón.[2]